# Моторные масла

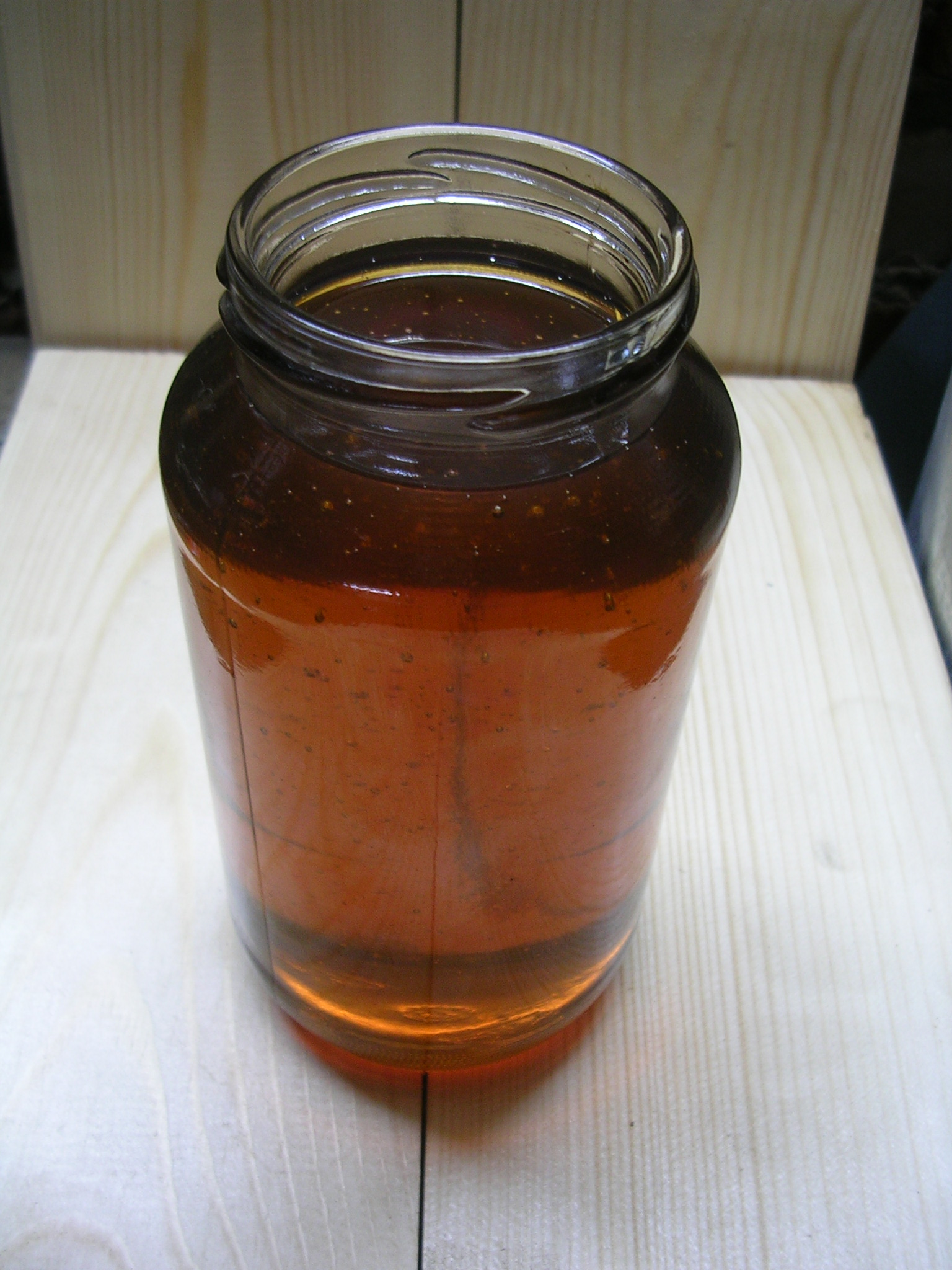
Минеральное моторное масло.

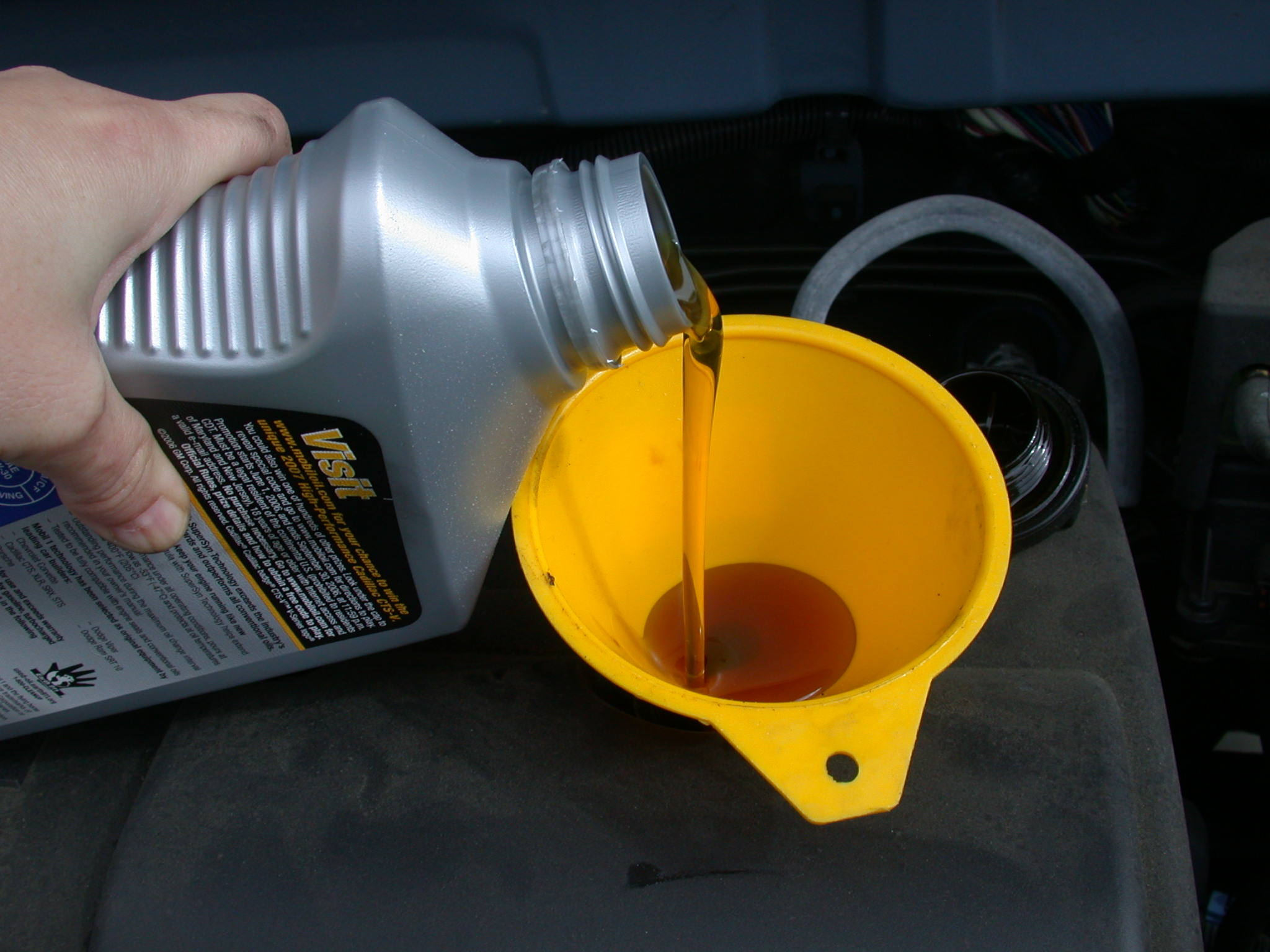
Залив автомасла из герметичной тары в картер двигателя

Моторные масла — жидкости, масла, применяемые главным образом для охлаждения и снижения трения между движущимися деталями поршневых и роторных двигателей внутреннего сгорания.
Все современные моторные масла состоят из базовых масел и улучшающих их свойства присадок. В качестве базовых масел обычно используют дистиллятные и остаточные компоненты различной вязкости (углеводороды), их смеси, углеводородные компоненты полученные гидрокрекингом и гидроизомеризацией, а также синтетические продукты (высокомолекулярные углеводороды, полиальфаолефины, сложные эфиры и другие). Большинство всесезонных масел получают путём загущения маловязкой основы макрополимерными присадками.

## История
Первое в мире моторное масло было запатентовано в 1873 году американским доктором Джоном Эллисом. В 1866 году Эллис изучал свойства сырой нефти в медицинских целях, но обнаружил, что сырая нефть обладает хорошими смазочными свойствами. Эллис залил экспериментальную жидкость в заклинившие клапаны большого V-образного парового двигателя. В результате клапаны освободились и стали двигаться свободнее, а Джон Эллис зарегистрировал бренд Valvoline — первый в мире бренд моторного масла.
Для смазывания цилиндров паровых машин использовались сначала животные жиры, а затем — специальные высоковязкие остаточные нефтяные масла (цилиндровые масла: цилиндровое 24 — вискозин, цилиндровое 52 — вапор и другие) с добавкой животных жиров, обладающие достаточно высокой температурной стабильностью и водоотталкивающими свойствами. Цилиндровые масла отличались высокой вязкостью (даже по сравнению с современными высоковязкими моторными маслами), вследствие чего для смазывания двигателей внутреннего сгорания оказались неприменимы.
В первых двигателях внутреннего сгорания для смазывания использовались различные материалы, от минеральных масел до растительных. Касторовое, или рициновое, масло в этой роли дожило до Первой мировой войны, в годы которой оно широко использовалось для смазки радиальных авиамоторов, а в СССР могло применяться и в конце 1920-х годов из-за дефицита нефтепродуктов; оно обеспечивало хорошую смазку благодаря высокой вязкости, но быстро засоряло двигатель нагарами и смолистыми отложениями, ввиду чего требовалась его очень частая — каждые 500…600 км — разборка для очистки. Со временем, однако, доминирующее положение окончательно заняло минеральное (нефтяное) масло, получаемое из нефти путём дистилляции по топливно-масляному варианту (масляный дистиллят нефти, получаемый вакуумной перегонкой мазута или смеси гудрона с мазутом).
Вплоть до 1930-х — 40-х годов моторные масла представляли собой чистое минеральное масло без каких-либо добавок (автол), аналогичное обычному машинному маслу, используемому для смазки станков. Качество масла определялось степенью его очистки — хорошо очищенные масла имели золотисто-медовый или янтарный оттенок и высокую прозрачность, они содержали меньше вредных для двигателя примесей и оставляли в нём меньше отложений. Изначально для очистки смазочных масел использовался известный ещё с середины XIX века кислотный метод, в ходе которого масло обрабатывалось концентрированной серной кислотой, расщеплявшей содержащиеся в нём непредельные углеводороды и азотистые основания, а затем остатки кислоты нейтрализовались щёлочью. При кислотно-контактной очистке масло после обработки кислотой подвергалось дополнительной обработке белой глиной, адсорбирующей высокомолекулярные асфальто-смолистые соединения, что давало более качественный продукт. С 1920-х — 30-х годов постепенно начинает получать распространения очистка масел селективными растворителями (фенольная, фурфурольная), которая позволяла получать масла ещё более высокого качества, в первую очередь — обладающие более высокой стабильностью.
Тем не менее, даже наиболее качественные масла тех лет при работе в мало-мальски форсированных моторах ввиду своей низкой термоокислительной стабильности быстро окислялись, особенно при работе в зоне поршневых колец, что вызывало накопление в двигателе высокотемпературных (лаки, нагары) и низкотемпературных (шламы) отложений, закоксовывание (пригорание) поршневых колец, а также коррозию постелей коренных подшипников коленчатого вала из-за накопления в масле образующихся при его окислении органических кислот. Накопление отложений, в свою очередь, приводило к снижению компрессии, ухудшению теплоотвода, повышению износа и целому ряду других негативных явлений. Само масло быстро старело из-за накопления в нём загрязнений и продуктов окисления и износа, причём загрязнения в его составе быстро слипались в крупные асфальто-смолистые частицы, резко затрудняющие фильтрацию. Поэтому интервалы между заменой масла в двигателе были очень малы — менее 1000 км пробега, а в авиации — несколько десятков часов. Систему смазки двигателей приходилось периодически промывать маловязким (веретённым) маслом, а сам двигатель — регулярно разбирать для удаления отложений в камере сгорания, на поршнях и в масляном картере. Особенно большие проблемы возникали при эксплуатации дизельных двигателей, в которых из-за более жёсткого теплового режима особо остро стояла проблема закоксовывания поршневых колец и потери компрессии, что в случае дизеля, в котором воспламенение рабочей смеси происходит за счёт её сжатия, приводило сначала к резкому ухудшению пусковых свойств, а затем и полной потере работоспособности. Конструктивные меры, вроде использования принудительного масляного охлаждения днищ поршней специальными форсунками, помогали мало.
Основной мерой борьбы с закоксовыванием колец и образованием отложений стало легирование масел присадками — введение в базовое масло специальных химических соединений для улучшения его свойств в периоды эксплуатации и хранения. Первые масла с присадками появились в начале — середине 1930-х годов и предназначались именно для дизельных моторов. Считается, что первую коммерческую присадку к моторному маслу выпустила в 1935 году компания Chevron под брендом Oronite, это была детергентная, или моющая, присадка на основе фосфонатов, препятствующая появлению отложений на поршневых кольцах дизельных двигателей, работающих в тяжёлых условиях (моющими свойствами моторного масла называется его способность сохранять чистоту поршня и поршневых колец, а не отмывать уже существующие отложения).
Впоследствии появились и другие типы присадок к смазочным маслам: противоокислительные, предотвращающие окисление масла; противоизносные и противозадирные, уменьшающие износ деталей двигателя, работающих без смазки под давлением, в условиях граничного трения, вроде кулачков распределительного вала и толкателей клапанов; противокоррозионные (ингибиторы), замедляющие коррозию вкладышей подшипников скольжения; противопенные, предотвращающие повышенное вспенивание масел, вызванное введением в него присадок; и другие.
Важнейшее значение имело также появление диспергирующих присадок (диспергентов), предотвращающих выпадение содержащихся в масле загрязнений в осадок и образование в нём крупных смолистых частиц, способных закупорить масляную магистраль или поры фильтрующего элемента, что позволило применить в системе смазки двигателя полнопоточный масляный фильтр, через который при каждом обороте проходило 100 % масла, содержащегося в системе. Это существенно улучшило его очистку и предотвратило накопление загрязнений в системе смазки, бывшее неизбежным при использовании неполнопоточных фильтров, с которыми до 90 % масла возвращалось в систему без очистки. В результате интервал между заменами масла в двигателе удалось увеличить в несколько раз — с 1…2 до 6…10 тыс. км пробега (при нормальных и лёгких условиях эксплуатации).
Присадки-депрессоры позволили создать зимние масла, сохраняющие текучесть при низких температурах, а полимерные модификаторы вязкости (VII) сделали возможными всесезонные моторные масла, сохраняющие свои свойства в широком диапазоне температур и сочетающие низкую температуру застывания с высокой высокотемпературной вязкостью.
Широкое распространение масел с присадками на Западе произошло после Второй мировой войны, что было связано в частности с широким распространением новых, более форсированных и быстроходных двигателей, рассчитанных на ставшие доступными в те же годы высокооктановые бензины и требовавших более совершенных смазочных материалов. Лучшие моторные масла конца сороковых годов (категории Heavy Duty, для тяжёлых условий работы в двигателе) содержали противоизносную, противоокислительную, моющую и диспергирующую присадки. Большинство двигателей, спроектированных в Западной Европе и Америке после середины пятидесятых годов, уже не могли работать на чистых минеральных маслах без присадок, или допускали работу на них лишь при очень благоприятных условиях эксплуатации.
В СССР выпуск масел с присадками (с буквой «п» в обозначении — например, АСп−5 с присадкой ЦИАТИМ-331, а также ряд специальных масел) был налажен в начале пятидесятых годов по ГОСТ 5303-50 «Масла автомобильные с присадкой. Технические условия». Широкое распространение они получили несколько позже, после появления массовых моторов, рассчитанных на современные смазочные материалы. Например, если для двигателей «Победы», «Волги» ГАЗ-21 и «Москвича-407» основным смазочным материалом всё ещё было простое машинное масло (масла с присадками указывались лишь как возможные аналоги), то для «Москвича-408» с более форсированным мотором производителем уже настоятельно рекомендовалось использование масла М8Б / АС-8 с присадкой, а машинного масла — только в крайнем случае, с предупреждением о возможности повышенного нагарообразования и закоксовывания поршневых колец при работе на нём.
Со временем вместо присадок, выполняющих какую-либо одну функцию, стали появляться присадки комплексные, или многофункциональные, по своему функционалу заменяющие сразу несколько обычных. Многофункциональные присадки могут представлять собой как смесь присадок, так и сложные органические соединения, способные выполнять сразу несколько функций за счёт наличия в их составе полярных функциональных групп, серы, фосфора, металлов. Например, разработанная в СССР присадка ВНИИ НП-360 (продукт взаимодействия алкилфенолята бария и диалкилфенилдитиофосфата цинка в соотношении 2,5:1,0) обладала одновременно антикоррозионными, антиокислительными, противоизносными, моющими (детергентными) и диспергирующими (разделяющими) свойствами; присадка ДФ-11 обладала противоизносным, моющим, противоокислительным и противокоррозийным действием; и так далее. В настоящее время практически все присадки к моторным маслам являются комплексными.
Наряду с положительным эффектом, появление масел с присадками поначалу принесло и немало проблем. Так, первые масла с присадками, в особенности — с моющими на основе фосфонатов, имели высокую зольность — до 3…4 %. В двигателях тех лет, ввиду особенностей конструкции и технологии производства допускавших большой расход масла «на угар», использование масел с присадками в некоторых случаях приводило к повышенному нагарообразованию из-за выгорания последних, в свою очередь ведущему к повышению износа цилиндро-поршневой группы, нарушению температурного режима камеры сгорания — вплоть до оплавления или прогорания поршней, и (в бензиновых двигателях) возникновению калильного зажигания. Из-за этого многие владельцы автомобилей в те годы даже избегали масел с присадками, предпочитая хорошо очищенные «обычные» масла (советское СУ / И-50, американское Regular / ML и аналогичные), почти не оставлявшие нагара. По той же самой причине очень долгое время избегали применения масел с присадками в авиации (там проблема окисления масла решалась его очень частой, после каждого вылета, заменой) и для двухтактных двигателей, в которых смазочное масло полностью сгорает вместе с топливом, ввиду чего должно обладать особой чистотой (отдельные производители двухтактных моторов до сих пор запрещают использование в них масел с присадками).
Некоторые присадки также оказывались коррозионно-активными по отношению к определённым материалам, использовавшимся в двигателях того времени — например, к некоторым сортам баббита (антифрикционного сплава на основе свинца), которым в те годы заливали постели подшипников коленчатого вала. Так, нафтенаты и стеараты металлов, являющиеся эффективными детергентами (моющими присадками), также обладали способностью повышать окисление масла и коррозионной активностью. В частности, присадка ЦИАТИМ-330 (НАКС) на основе нафтенатов кобальта, обладавшая высокими для своего времени моющими и антикоррозийными свойствами и использовавшаяся в ряде специальных масел для легковых автомобилей ЗИС, оказалась агрессивной по отношению к сплаву, использовавшемуся в подшипниках двигателей автомобилей «Москвич», в результате чего её использование в их двигателях было запрещено. Зачастую в составе комплексной присадки одни компоненты были необходимы для нейтрализации вреда от других.
Тем не менее, в целом применение присадок сыграло определённо положительную роль, позволив совершить резкий скачок в моторостроении за счёт внедрения в массовую эксплуатацию более эффективных и обладающих более высокими характеристиками форсированных двигателей, высокоборотных дизелей, и т. д., а также — резко упростить их обслуживание.
Так, при испытании моющей способности масла по способу ПЗВ (см. ниже) масла без присадок обычно дают лакообразование, оцениваемое в 5..6 и более баллов, что соответствует очень сильному покрытию поршня лаковыми отложениями, а хорошо очищенные масла — 3,5…4 балла. С моющей присадкой даже масла сравнительно низкого качества дают лакообразование не более 2…2,5 баллов, а хорошо очищенные (например, авиационное МК-22 с присадкам НАКС или Santilube-110) — 0,5…1 балл и менее, то есть, поршень остаётся практически чистым. При моторных испытаниях на двигателе ГАЗ-51 (тихоходном и малосклонном к образованию отложений), масло АС-9,5 (средневязкое селективной очистки без присадок) давало лакообразование в 3 балла, то же масло с добавлением моющей присадки — 2…2,5 балла, а с многофункциональной присадкой — не более 1 балла, при этом полностью сохранялась подвижность маслосъёмных колец.
В большинстве случаев на рынок поставляются не одиночные присадки, а готовые композиции, или пакеты, присадок (additive packages), состав которых гарантирует отсутствие антагонистического эффекта между отдельными составляющими пакета. Содержание присадок в товарном масле обычно составляет до 25 %. На маслосмесительные заводы присадки поставляются в виде раствора в минеральном масле с содержанием активного вещества порядка 50 % (в синтетических маслах большая часть присадок не растворяется, или растворяется плохо).
Как правило, примерно половину пакета присадок составляет диспергирующая присадка (диспергент), которая диспергирует содержащиеся в масле загрязнения, то есть, поддерживает их в дисперсном состоянии мелкой взвеси, не давая выпасть в осадок или слипнуться в крупные частицы, способные забить масляный фильтр. Это делает систему «масло — грязь» очень удобной для очистки, позволяя осуществлять её постоянную 100%-ю фильтрацию. Из второй половины примерно две трети составляет моющая присадка (детергент, ПАВ), предотвращающая появление отложений на деталях двигателя, и, в какой-то степени, удаляющая уже имеющиеся (но не твёрдые лаковые отложения и нагары). Эти присадки при работе масла в двигателе расходуются быстрее всего. Оставшиеся проценты делят между собой противоизносные, противоокислительные, притивопенные и прочие присадки.
К настоящему времени рынок присадок к моторным маслам практически полностью поделен между крупными транснациональными корпорациями — так, примерно 40 % моторных масел в мире готовятся на пакетах присадок компании Lubrizol, и ещё примерно столько же — компании Infineum. На остальных игроков (Chevron Oronite, ТСМ Afton Chemical, British Petroleum, ВНИИ НП, НПП «КВАЛИТЕТ» и другие) приходится менее 20 % рынка. Это привело к высокой степени стандартизации в данной области — по сути большинство современных моторных масел в рамках одной категории отличаются лишь использованным при их приготовлении базовым маслом и местом изготовления, в то время как пакеты присадок используются весьма схожие по составу или даже полностью идентичные. Только очень небольшое число компаний по всему миру предлагает действительно уникальные и инновационные продукты в данной области.
Первые применимые на практике синтетические моторные масла были созданы в Германии в годы Второй мировой войны для авиации и военной техники, это были масла на основе высокомолекулярных углеводородов — полиалкиленгликолей (PAG), получаемых в результате процесса Фишера — Тропша. Параллельно велись разработки синтетических масел на основе сложных эфиров для использования в реактивных авиационных двигателях. Примерно в те же годы синтетические моторные масла на основе PAG стали использоваться армией США для техники, работающей в арктических условиях.
В 1946 году National Carbide Company были представлены первые коммерческие синтетические моторные масла на основе PAG.
В 1966 году французская фирма Motul представила моторное масло Century 2100, содержащее синтетическое компоненты («полусинтетическое»), а в 1971 — полностью синтетическое моторное масло Century 300V.
В 1972 году Американский институт нефти (API) впервые официально одобрил синтетическое масло марки Amsoil, созданное на основе сложных эфиров (диэстеров). Однако масштабы его выпуска оставались очень скромными.
Интерес к синтетическим смазочным материалам резко подстегнул нефтяной кризис начала семидесятых годов. В 1974 году нефтяной гигант Mobil вывел на рынок синтетическое масло стандарта SAE 5W-20 на базе полиальфаолефинов (ПАО), созданное на основе опыта компании в области масел для реактивной авиации и получившее название Mobil 1. Тем не менее, из-за высокой цены и других проблем синтетические масла не получили широкого распространения вплоть до следующего десятилетия.
Так, самые первые моторные масла на основе ПАО при контакте с некоторыми типами эластомеров, используемых при производстве сальников, вызвали потерю ими эластичности и уменьшение в объёме, тем самым провоцируя течь масла из двигателя. Впоследствии производители учли этот недостаток и стали добавлять к базовому маслу на основе ПАО небольшое количество сложных эфиров либо алкилированных нафталинов, которые вызывали обратный эффект — «набухание» полимерных уплотнений, тем самым восстанавливая их качества и герметичность; учли проблему совместимости и производители самих сальников, массово внедрив использование фторкаучука. Не всегда удачным оказывался и подбор производителями синтетических масел используемых в них пакетов присадок.
Параллельно улучшается и технология подготовки традиционных минеральных моторных масел, в частности, получает распространение гидроочистка базовых масел, снижающая содержание в них сернистых соединений и прочих посторонних примесей, за счёт чего повышается химическая стойкость и снижается коррозионная активность.
В 1980 году Mobil представила синтетические масла Mobil 1 нового поколения стандартов SAE 5W-30 и 15W-50.
В начале девяностых годов синтетические моторные масла начинают появляться в линейках продукции компаний Chevron, Valvoline, Castrol, Texaco, Pennzoil и других. При производстве минеральных масел получает массовое распространение двухступенчатый гидрокрекинг.
К середине девяностых годов все ведущие производители смазочных материалов стали предлагать в своём ассортименте полностью синтетические моторные масла, и этот сегмент рынка продолжает активно расти вплоть до настоящего времени. Тем не менее, до сих пор большая часть моторных масел, используемых в мире, имеет минеральное происхождение, включая так называемые гидрообработанные и гидрокрекинговые масла высокой степени очистки.

## Общие требования к моторным маслам

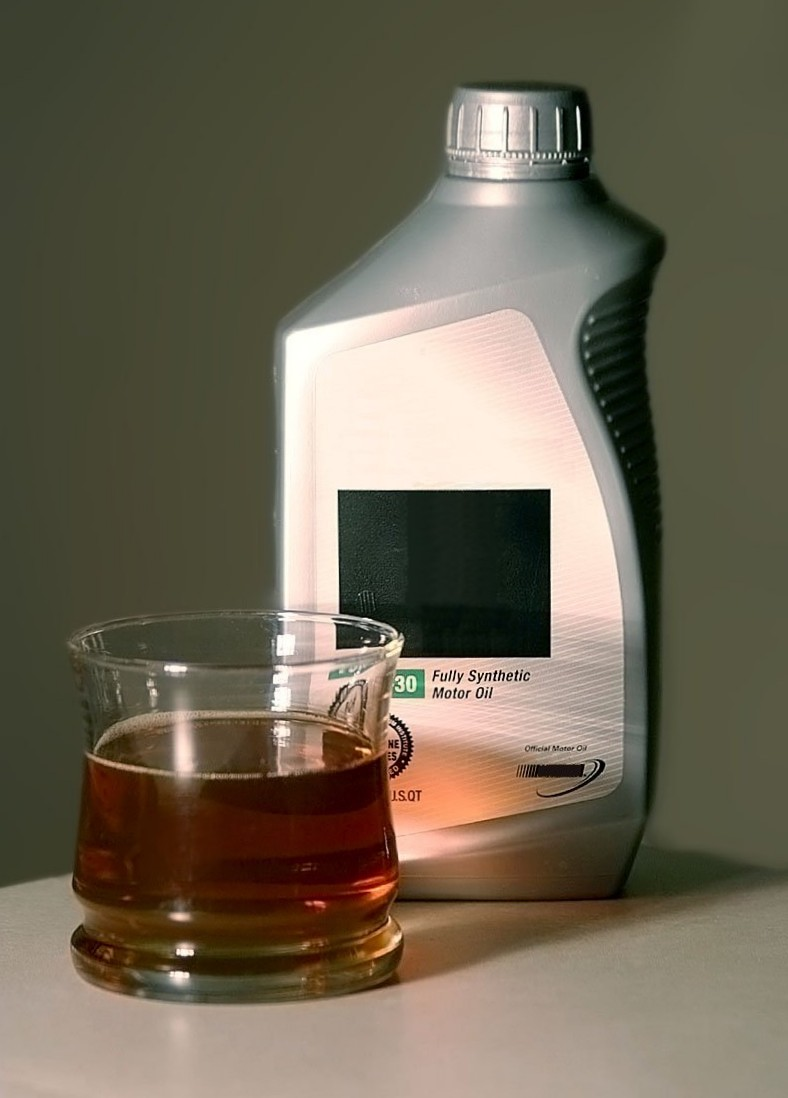
Синтетическое моторное масло для четырёхтактных двигателей

Моторное масло — важный элемент конструкции двигателя. Оно может длительно и надежно выполнять свои функции, обеспечивая заданный ресурс двигателя, только при точном соответствии его свойств тем термическим, механическим и химическим воздействиям, которым масло подвергается в смазочной системе двигателя и на поверхностях смазываемых и охлаждаемых деталей. Взаимное соответствие конструкции двигателя, условий его эксплуатации и свойств масла — одно из важнейших условий достижения высокой надежности двигателей. Современные моторные масла должны отвечать многим требованиям, главные из которых перечислены ниже:
- высокие моющие, диспергирующе-стабилизирующие и солюбилизирующие способности по отношению к различным нерастворимым загрязнениям, обеспечивающие чистоту деталей двигателя за счёт предотвращения осаждения на них загрязнений, находящихся в составе масла;
- высокие термическая и термоокислительная стабильности позволяют использовать масла для охлаждения поршней, повышать предельный нагрев масла в картере, увеличивать срок замены;
- достаточные противоизносные свойства, обеспечиваемые прочностью масляной плёнки, нужной вязкостью при высокой температуре и высоком градиенте скорости сдвига, способностью химически модифицировать поверхность металла при граничном трении и нейтрализовать кислоты, образующиеся при окислении масла и из продуктов сгорания топлива,
- отсутствие коррозионного воздействия на материалы деталей двигателя как в процессе работы, так и при длительных перерывах;
- стойкость к старению, способность противостоять внешним воздействиям с минимальным ухудшением свойств;
- пологость вязкостно-температурной характеристики, обеспечение холодного пуска, прокачиваемости при холодном пуске и надежного смазывания в экстремальных условиях при высоких нагрузках и температуре окружающей среды;
- совместимость с материалами уплотнений, совместимость с катализаторами системы нейтрализации отработавших газов;
- малая вспениваемость при высокой и низкой температурах;
- малая летучесть, низкий расход на угар (экологичность).

К некоторым маслам предъявляют особые, дополнительные требования. Так, масла, загущённые макрополимерными присадками, должны обладать требуемой стойкостью к механической термической деструкции; для судовых дизельных масел особенно важна влагостойкость присадок и малая эмульгируемость с водой; для энергосберегающих — антифрикционность, благоприятные реологические свойства.
Для двухтактных бензиновых двигателей применяются специально предназначенные для них масла — такое масло предварительно смешивается с топливом, в пропорциях от 1:20 до 1:50. Для двухтактных двигателей воздушного охлаждения (мотоинструмент, мотокосы, бензопилы, газонокосилки, мотоблоки, мопеды, мотороллеры, лёгкие мотоциклы, некоторые бензиновые электростанции) предназначено масло 2Т, а для подвесных лодочных моторов — масло «Country Outboard», и они не взаимозаменяемы, поскольку предназначены для работы в разных условиях и температурных режимах.

## Основные свойства моторных масел
- Вязкость — одно из важнейших свойств масла, определяющее его применимость в двигателях различных типов. Различают динамическую, кинематическую и техническую вязкость. Динамическая вязкость обусловлена внутренним трением между движущимися слоями масла и измеряется в пуазах (П). Кинематическая вязкость — определяется как отношение динамической вязкости к плотности при той же температуре и измеряется в сантистоксах (сСт). Техническая, или условная вязкость определяется как отношение времени истечения из вискозиметра 200 мл масла, взятого в секундах, ко времени истечения из того же вискозиметра при тех же условиях 200 мл воды. В настоящее время для оценки этого свойства масла как правило используется индекс вязкости, характеризующий пологость кривой зависимости кинематической вязкости масла от температуры.
- Коксуемость — определяет склонность масла к образованию нагаров и смол. Низкую коксуемость имеют хорошо очищенные масла. В ходе эксплуатации автомобиля коксуемость масла, залитого в его двигатель, повышается из-за процессов окисления и смолообразования. Склонность масла к образованию нагара характеризует его коксовое число, определяемое по результатам испарения 10 г масла в безвоздушной среде. Для маловязких масел коксуемость обычно составляет не более 0,1 — 0,15 %, для масел с большой вязкостью — до 0,7 %.
- Зольность — характеризует наличие в масле оставшихся после его очистки или содержащихся в составе присадок минеральных веществ, которые при сгорании масла образуют золу. Масло с высокой зольностью имеет высокую склонность к нагарообразованию. Как правило, высокую зольность имеют либо плохо очищенные масла, либо масла с устаревшими пакетами присадок (например — моющими присадками класса сульфонатов, образующими при сгорании очень твёрдую и абразивную сульфатную золу). Зольность моторного масла выше 1 % считается высокой, старые масла с присадками могли иметь зольность до 3…4 %.
- Содержание механических примесей, увеличивающих износ двигателя и способных засорять масляные каналы и фильтры. Наличие в масле механических примесей как правило является следствием низкой культуры производства и хранения масла. В ходе эксплуатации автомобиля оно повышается из-за накопления продуктов износа (в первую очередь вкладышей коленчатого вала).
- Содержание воды — вода является вредной примесью, способствующей образованию эмульсии (пены), что ухудшает смазывание двигателя из-за забивания каналов, а также способствует шламообразованию.
- Щелочное число — характеризует содержание в масле водорастворимых кислот и щелочей, что определяет его корродирующее действие на металлы и моющую способность. Выражается через количество гидроксида калия (KOH) на грамм масла (мгКОН/г). В ходе эксплуатации автомобиля содержание кислот в масле повышается, а его щелочное число падает, что связано с повышением его коррозионной активности и ухудшением моющих свойств.
- Моющие свойства масла — его способность препятствовать появлению тёмных лаковых отложений на юбке и боковой поверхности поршня. Определяются качеством очистки базового масла, его щелочным числом, а также содержанием и уровнем качества моющих, диспергирующих и иных присадок, удерживающих загрязнения в составе масла и препятствующих их осаждению на поверхности деталей.
- Температура вспышки — характеризует наличие в масле легкокипящих фракций, что определяет его склонность к сгоранию и нагарообразованию при соприкосновении с раскалёнными деталями двигателя. Хорошие масла характеризуются высокой температурой вспышки. В ходе эксплуатации падает из-за разжижения масла.[1]
- Температура застывания — определяет момент потери маслом подвижности, то есть, способности вести себя как жидкость. Пуск двигателя возможен лишь при температуре большей температуры застывания масла.
- Цвет масла и его прозрачность — отчасти характеризуют качество масла. Раньше, когда в ходу были исключительно минеральные масла без присадок, качество масел в рамках одного и того же сорта определяли по его цвету: хорошо очищенные масла имели золотисто-медовый или янтарный цвет и высокую прозрачность, плохо очищенные — тёмный коричневый, вплоть до почти чёрного. В настоящее время данный признак не является определяющим при определении качества моторного масла, поскольку современные масла могут иметь широкий спектр цветов, в зависимости от типа базового масла и состава пакета присадок. В ходе эксплуатации масла оно темнеет, что является следствием окисления базового масла и накопления в нём загрязнений.

### Оценка свойств масел
Свойства масел оцениваются путём специальных лабораторных испытаний.
Так, оценка моющих свойств масла (его способности препятствовать появлению тёмных лаковых отложений на юбке и боковой поверхности поршня) по принятому в ГОСТ способу Папок, Зарубина и Виппера (ПЗВ) производится на специальном одноцилиндровом 4-тактном двигателе с диаметром поршня 52 мм, который прокручивается от электродвигателя со скоростью 2500 об/мин. При этом поддерживаются определённые значения температуры головки и середины цилиндра, а также самого масла. Ёмкость масляного картера такого двигателя — 250 мл. Испытание по способу ПЗВ проводится в течение 2 часов, по его итогам производится оценка количества лаковых отложений на поршне в баллах в соответствии с эталонной шкалой, состоящей из эталонов с различной степенью покрытия лаковыми отложениями. 0 баллов соответствуют совершенно чистому поршню, 6 баллов — имеющему максимальное покрытие лаковыми отложениями. Точность методики — порядка 0,5 балла. Дальнейшее уточнение результатов осуществляется моторным методом.
За рубежом Макки и Фритцем была разработана методика лабораторной оценки моющих свойств моторных масел. В этой методике оценивалось лакообразование на нагретой медной пластинке, на которую непрерывно в течение 6 часов подавалось масло, циркулирующее за счёт плунжерного насоса.
О коррозионной активности масла судят по его химическому анализу, выявляющему содержание щелочей, кислот, солей металлов и иных веществ, катализирующих коррозионные процессы. Также используется тест со свинцовой пластинкой, подвергающейся воздействию масла, нагретого до температуры в 140 °C в атмосферном воздухе. Коррозионная активность масла определяется в г/м².

## Условия работы моторных масел
Условия работы моторного масла в различных зонах двигателя резко различаются по температуре и прочим параметрам. Обычно выделяют три характерные зоны работы моторного масла: камера сгорания цилиндра, сопряжение «цилиндр-поршень» и картер.

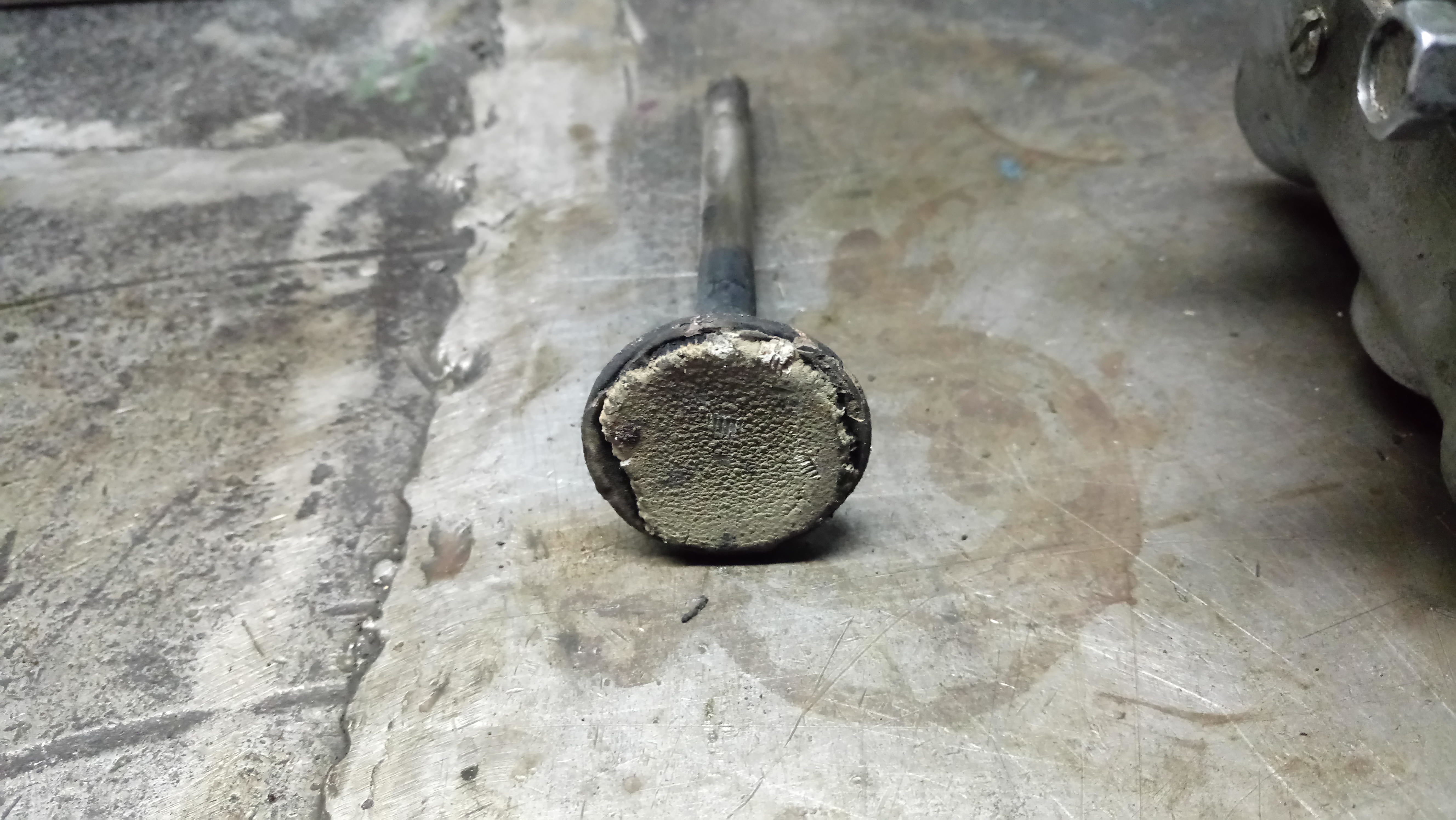
Прочный серый нагар на выпускном клапане. Двигатель М-21, 1961 г/в.

В камере сгорания, куда масло попадает через неплотности поршневых колец и уплотнений впускных клапанов, температура достигает 2000 °C и выше, при этом масло подвергается активному окислению и частично сгорает, образуя золу и кокс, а частично — смешивается со смолистыми осадками топлива, в результате образуя твёрдые коксообразные отложения — нагар — на стенках камеры сгорания, днищах поршней, клапанах, выступающих в камеру сгорания частях свечей зажигания и верхних поршневых кольцах.
Нагарообразование идёт более интенсивно в двигателях с низкой температурой в камере сгорания, что определяется как конструктивными параметрами, так и условиями эксплуатации — при работе двигателя только в режимах частичных нагрузок, длительных прогревах, частых запусках и остановках, отклонении состава топливной смеси в сторону обогащения и переохлаждении двигателя нагарообразование резко увеличивается. В двигателях, работающих с частыми запусками и остановками, образуется специфическая форма нагара, имеющая тёмный цвет, зернистую структуру и высокую твёрдость. В таком нагаре содержится большое количество металлических частиц и пыли, а также кокса.
При высокой температуре в камере сгорания, в особенности при работе двигателя в режиме, близком к полной мощности, происходит самоочищение от нагара за счёт сгорания последнего. В двигателях, продолжительно работающих при высоких оборотах и под большой нагрузкой, нагар рыхлый порошкообразный, серого цвета, толщина его слоя не превышает 1 мм.
При наличии нагара в камере сгорания бензиновый двигатель становится чувствительным к октановому числу топлива, что требует использования бензина с более высоким октановым числом, чем предписано инструкцией. Нагар на электродах свечей нарушает работу системы зажигания, а его твёрдые частицы, попадающие в масло, в особенности — обладающая высокими абразивными качествами сульфатная зола, образующаяся при сгорании некоторых присадок (в основном моющих), повышают механический износ двигателя. При наличии большого количества нагара из-за его изолирующего действия температура деталей, прилегающих к камере сгорания, может повыситься до такой степени, что возникают процессы калильного зажигания (самовоспламенения топлива) и детонации, в результате чего может происходить оплавление поршней и прогорание выпускных клапанов.
Дизельные двигатели менее чувствительны к нагарообразованию. Тем не менее, и в них сильное нагарообразование может привести к закоксовыванию форсунок, пригоранию поршневых колец, зависанию и прогару клапанов, что вызывает снижение мощности и повышение интенсивности износа.
В сопряжении «цилиндр-поршень» масло находится в виде тонкой плёнки, которая подвергается воздействию достаточно высоких (200—300° С) температур. Лёгкие фракции масла при этом частично испаряются, а частично — окисляются, образуя тёмные лаковые отложения на юбке и внутренних поверхностях поршня, в проточках для поршневых колец и на верхней головке шатуна. Резкое усиление лакообразования наблюдается при наличии прорыва газов из камеры сгорания через поршневые кольца. Лаковые отложения нарушают теплоотвод от деталей поршневой группы, приводя к их перегреву и пригоранию поршневых колец, вызывающему падение компрессии, а в дизеле — затруднённый пуск вплоть до полной невозможности запуска. При работе на маслах без моющих присадок цвет лаковых отложений тёмно-коричневый до чёрного, при большой интенсивности лакообразования (4-6 баллов). Масла с моющими присадками могут оставлять умеренное количество светло-коричневого лака (1-2 балла), а при определённых условиях и полностью предотвращают лакообразование (0-1 балл).
В картере двигателя температура обычно составляет порядка 50…100 °C, при этом масло практически не подвергается окислению. Однако при нагреве масла до 120 °C и более, возникающем обычно из-за прорыва в картер горячих газов при плохой работе вентиляции картера, процессы его окисления резко ускоряются, начинается его термический распад и сгорание, повышается коррозионная активность масла из-за накопления в нём продуктов окисления и распада. Переохлаждение масла в картере при рабочей температуре двигателя ниже расчётной (например, при неисправности термостата) также опасно, так как при понижении его температуры ниже 35 °C в картере двигателя и в масляных каналах происходит накопление шлама — липкой мазеобразной массы от серо-коричневого до чёрного цвета. Шлам состоит из масла, топлива и продуктов их окисления, воды, смолистых веществ, сажи, пыли, продуктов износа двигателя и тому подобного. В наихудшем случае шлам забивает сетку маслоприёмника, маслопроводы и масляные фильтры, нарушая подачу масла. Резкое повышение шлакообразования происходит при попадании в масло воды, одной из причиной которого является конденсация пара при пониженной рабочей температуре двигателя и длительной работе на холостом ходу, особенно при неисправной или недостаточно эффективной вентиляции картера.

## Классификация моторных масел

### История
Первая классификация моторных масел была введена в 1911 году американским Сообществом автомобильных инженеров (SAE). В ней масла делились на различные категории в зависимости от вязкости. В довоенные годы практически все моторные масла представляли собой чистое минеральное масло без каких-либо добавок, так что информации о вязкости масла было вполне достаточно для того, чтобы потребитель мог судить о его свойствах и применимости в конкретном двигателе. Поэтому данная классификация с успехом использовалась и оставалась фактически единственной вплоть до середины сороковых. Однако Вторая мировая война дала резкий толчок развитию нефтехимии вообще, и химии смазочных материалов — в частности. Кроме того, современные форсированные двигатели с высокой степенью сжатия, устанавливавшиеся на многие послевоенные автомобили, и получившие распространение на грузовом автотранспорте дизели потребовали более совершенных и специальных масел. Стали широко использоваться присадки к моторным маслам, появились на рынке первые масла на синтетической основе. Всё это потребовало пересмотра существующего подхода к классификации моторных масел, хотя классификация SAE также остаётся востребованной по сей день.
В 1947 году Американский институт нефти (API) предложил собственный вариант такой классификации, в котором масла делились на категории в зависимости от условий работы масла в двигателе, определяемых в зависимости как от его конструктивных особенностей, так и условий эксплуатации. Всего выделялись три категории (Grades): Regular («рядовое»), Premium («премиальное») и Heavy Duty (HD) («для тяжёлых условий»). Масла категории Regular представляли собой обычные минеральные масла без присадок, предназначенные для нефорсированных и малофорсированных двигателей старых моделей. В маслах категории Premium содержались противоизносные и противоокислительные присадки, что позволяло улучшить их защитные свойства и увеличить срок между заменами масла в современных высоконагруженных двигателях. Масла категории Heavy Duty считались предназначенными для тяжёлых условий эксплуатации и содержали, помимо противоизносных и противоокислительных, моющие присадки (детергенты), предотвращающие образование отложений в моторе, и диспергирующие присадки (диспергенты), не позволяющие содержащимся в масле загрязнениям выпадать в осадок. Впоследствии была введена категория масел Super Heavy Duty («для особо тяжёлых условий»), содержащих повышенную концентрацию моющих присадок и предназначенных для использования в быстроходных дизельных двигателях.
В 1952 году API в сотрудничестве с ASTM была принята классификация моторных масел, получившая обозначение ESCS — Engine Service Classification System, в которой было впервые введено понятие эксплуатационной категории масла (Service Category), а также разделение масел для бензиновых и дизельных двигателей. Масла для бензиновых моторов по ней делились на категории ML, MM и MS, дизельные — DG, DM и DS. Масла категории ML (L — Light) предназначались для условий работы в малофорсированных моторах с низкой склонностью к образованию отложений; MM (M — Medium) — в двигателях с умеренным и жёстким режимом работы и высокой температурой в картере, склонных к образованию отложений и коррозии подшипников; MS (S — Severe) — в двигателях, конструктивные особенности или свойства топлива которых выдвигали особые требования к смазочным маслам. Дизельные масла классифицировались аналогично.
Требования данной классификации уточнялись и пересматривались в 1955 и 1960 годах, кроме того, в 1958, 1964 и 1968 годах принимались новые стандарты и методики испытаний для масел высшей категории MS.
Пятидесятые и шестидесятые годы были периодом быстрого прогресса в моторостроении, так что уже вскоре стало ясно, что и данная классификация является не вполне удовлетворительной: масла высшей категории MS, изначально созданные под условия работы, которые в начале пятидесятых годов считались «особо тяжёлыми», десятилетие спустя едва годились даже для рядовых современных двигателей, новые же моторы настоятельно требовали масел с более высокими характеристиками. Это вынудило неоднократно пересматривать требования к маслам категории MS в сторону ужесточения, в результате чего появилось множество несовместимых друг с другом редакций стандарта, причём масла, выпущенные по его старым версиям, оказывались, несмотря на то же обозначение MS, непригодными для современных двигателей, в которых предписывалось использовать масла данной категории.
В 1969—1970 годах API, ASTM и SAE совместно разработали полностью новую систему классификации моторных масел, в общих чертах используемую вплоть до настоящего времени. Основополагающим принципом новой классификации стал отказ от фиксированного числа раз и навсегда заданных категорий, выделяемых в зависимости от условий работы масла — вместо этого по мере появления новых двигателей, более требовательных к смазочным материалам, для них стали вводиться новые, более высокие, категории масел, которым присваивалась следующая по очереди буква алфавита. При этом предыдущие категории также сохранялись наряду с ними вплоть до полного устаревания и выхода из широкого обращения соответствующих им масел. Данный подход был намного удобнее для эксплуатантов, поскольку устранялась характерная для предыдущей классификации путаница с различными стандартами для масел одной и той же категории. В новой классификации категории масел оказались чётко привязаны к году выпуска конкретного автомобиля — так, для автомобилей с бензиновым двигателем, выпущенных с 1968 по 1972 модельный год, предписывалось использование масел категории не ниже SC.
Все моторные масла по этой классификации были разделены на «сервисные» (S) — для бензиновых моторов, и «коммерческие» (C) — для дизельных (в те годы в США использовавшиеся только на грузовиках и прочем коммерческом транспорте). Изначально было предусмотрено восемь категорий масел: четыре для бензиновых моторов — SA, SB, SC и SD, и четыре для дизелей — CA, CB, CC и CD. Масла категории SA не содержали присадок, они соответствовали старым маслам ML «для лёгких условий эксплуатации» и были предназначены для моторов совсем старых выпусков (1920-х — 1940-х годов). Масла категории SB соответствовали старым маслам с присадкой категории MM и рекомендовались для двигателей выпуска до середины 1960-х годов. Категория SC соответствовала MS в редакции от 1964 года, а SD — от 1968, эти масла предназначались для наиболее современных на тот момент двигателей, выпущенных соответственно до и после 1967 года. Более высокие категории считались обратно совместимыми с более низкими.
С 1972 года была введена категория SE, специально для появившихся на американских автомобилях в начале семидесятых годов верхневальных двигателей, более требовательных к смазочному маслу (аналогично советским «жигулёвским» маслам группы «Г» по ГОСТ).
Следующая по очереди категория моторных масел, SF, была введена только в 1979—1980 годах, в связи с массовым переходом американских производителей на более совершенные конструкции моторов и ужесточением требований к экономичности и вредным выбросам в атмосферу, а также повышением рекомендованного интервала между заменами масла до 15 000 миль (24 000 км).
Несмотря на значительные изменения на рынке моторных масел, произошедшие начиная с конца восьмидесятых — начала девяностых годов (широкое распространение синтетических, «полусинтетических» и гидрокрекинговых масел, появление новых категорий смазочных материалов, таких как энергосберегающие, Long Life и т. п., необходимость обеспечения совместимости с современным экологическим оборудованием и новыми видами топлив, включая биоэтанол, и так далее), данная классификация в общих своих чертах не претерпела принципиальных изменений вплоть до настоящего времени, за исключением введения всё более новых эксплуатационных категорий масел, которые в последние десятилетия появляются с большой регулярностью, отражая быстрый прогресс в области двигателестроения и постоянное ужесточение требований к экологичности и энергосбережению. По состоянию на 2017 год, актуальными считаются категории SJ, SL, SM и SN. Категории SA — SH в настоящее время считаются технически устаревшими — то есть, масла, соответствующие их требованиям, могут выпускаться, однако API не в состоянии гарантировать их качество, поскольку более не поддерживает соответствующие методики сертификационных испытаний.
В начале 1990-х годов в качестве дополнения к существующим классификациям товарных моторных масел по вязкости и эксплуатационным категориям API была также принята классификация базовых масел (API Base Oil Classification), разделившая базовые масла на пять групп в зависимости от происхождения и способа очистки — от Группы I до Группы V. Поскольку к тому времени на рынке моторных масел появилось много новых продуктов, в названиях которых использовалось слово «синтетическое» (Synthetic, Semy-Synthetic, Part-Synthetic, Synthetic blend и т. п.), API предпочёл полностью избежать упоминания в своей классификации базовых масел данного термина, как утратившего свой изначальный химический смысл и приобретшего маркетинговую окраску, вместо этого разделив их на группы с исчерпывающим описанием каждой из них.
Начиная с 1990-х годов стало появляться множество альтернативных классификаций моторных масел, в большинстве своём предъявляющих к ним более жёсткие требования по сравнению с «де-факто стандартной» классификацией по SAE/API.
В 1992 году ILSAC (International Lubricant Standardization and Approval Committee, Международный комитет по стандартизации и сертификации смазочных материалов) предложил собственную классификацию моторных масел, которая обновлялась параллельно с классификацией API. Категории масел по ILSAC (от GF-1 до GF-5) в целом аналогичны категориям по API от SH и далее, но с более высоким уровнем требований к экологическим характеристиками и энергосбережению, а также совместимости с топливами на основе биоэтанола. Принятие категории GF-6, изначально намеченное на 2016 год, было отложено до января 2018 из-за неготовности методик сертификационных испытаний для новых масел. В основном данная классификация применяется американскими и японскими производителями.
В 1996 году был выпущен первый вариант стандарта моторных масел по версии ACEA (Association des Constructeurs Européens d’Automobiles, Ассоциация европейских производителей автомобилей), новые редакции которого выходили в 1998, 1999, 2002, 2004, 2007, 2008, 2010, 2012 и 2016 годах. В рамках данной классификации масла делятся на несколько групп в зависимости от области применения: A/B — обычные масла для бензиновых и дизельных двигателей; C — масла с повышенной совместимостью с каталитическими нейтрализаторами; E — масла для высоконагруженных дизелей, работающих в тяжёлых условиях. Особое внимание уделяется соответствию европейским экологическим стандартам семейства Euro.
В 1998 году JASO (Japanese Automotive Standards Organization, Японская организация по стандартам в области автомобилестроения) выпустила стандарт JASO T 903, который в основном используется для масел, предназначенных для четырёхтактных двигателей мотоциклов. Это связано с тем, что начиная с введения в действие эксплуатационной категории API SJ в 1995 году API более не занимается сертификацией масел для мотоциклетных двигателей, в частности — не гарантирует пригодности масел более новых эксплуатационных категорий для применения в характерном для мотоциклов «мокром» многодисковом сцеплении, работающем в масляной ванне. В результате большинство производителей мотоциклетных двигателей было вынужденно рекомендовать использование масел устаревшего стандарта SF, совместимость которого со сцеплениями, работающими в масляной ванне, гарантировалась. По стандарту JASO могут выпускаться моторные масла, аналогичные по своим качествам маслам современных категорий API (предусмотрены аналоги категорий API SG, SH, SJ, SL и SM), но при этом прошедшие испытания на трение в узле «мокрого» сцепления по методике JASO T 904 и гарантированно пригодные для использования в четырёхтактных двигателях мотоциклов. Текущая версия стандарта, JASO T 903:2006, принята в 2006 году.
Для моторных масел, используемых в двухтактных мотоциклетных двигателях, также введён стандарт JASO M 345, в котором учтены специфические требования, предъявляемые к таким маслам, в частности — нормируется склонность к нагарообразованию и дымность при сгорании (в двухтактных двигателях смазочное масло как правило добавляется в топливо и, выполнив свою работу, сгорает в камере сгорания вместе с ним).

#### В СССР и России
В 1920-х — 1940-х годах наиболее массовыми советскими автотракторными маслами были автолы (масла автотракторные сернокислотной очистки), существовало несколько их сортов, обозначавшихся сначала по назначению (летние, зимние, для изношенных моторов), а впоследствии — в зависимости от вязкости в градусах Энглера при температуре 50 °C (4, 6, 8, 10 и 18). Широкое распространение имели автол 6 и автол 8. Самый маловязкий автол 4 считался зимним, автол 10 — использовался летом для некоторых моделей двигателей, требовавших более вязких масел. Наиболее вязкий автол 18 использовался в тракторных двигателях.
С 1950-х годов наряду с автолами выпускались моторные масла селективной очистки, при примерно тех же характеристиках, что и у автолов, обладавшие более высоким качеством. Кроме того, для смазывания автомобильных двигателей широко применялись масла общего назначения (для которых существовала своя классификация по вязкости, не совпадающая с таковой для моторных масел) — в первую очередь машинное СУ, оно же — Индустриальное-50 (аналог автола 6), тоже имевшее по сравнению с автолами более высокое качество, а также авиационные масла МС, МК, МЗС и другие (аналоги более вязких автолов 10 и 18, а при разведении маловязкими маслами с успехом заменявшие и другие марки автолов).
Минеральные масла без присадок допускали смешивание друг с другом практически без ограничений. Например, для зимней эксплуатации в летние масла в определённой пропорции добавляли веретённое масло АУ, снижавшее их вязкость и температуру застывания. Так же поступали и летом с маслами, слишком вязкими для использования в данном двигателе — например, составляли смесь из 50 % вязкого авиационного масла МС-14 и 50 % маловязкого Индустриального-12 или той же «веретёнки».
Для дизельных двигателей выпускались специальные масла согласно отраслевым техническим условиям (ВТУ-37 и т. п.).
Ввиду такого разнобоя в маркировке масел и частой необходимости их смешивания, едва ли не неотъемлемой принадлежностью уважающего себя шофёра был гаражный вискозиметр, позволявший определять вязкость масла или смеси масел по эталонному образцу.
В 1950 году была введена первая в СССР единая классификация моторных масел, призванная навести некоторый порядок в их обозначениях. Согласно ей, масла маркировались в зависимости от типа двигателя, для которого они предназначались (А — для бензиновых, Д — для автотракторных и судовых дизельных, М — для поршневых авиационных, МТ — для транспортных дизелей), способу очистки (С — селективный, К — кислотный) и вязкости в сантистоксах при 100 °C. К этим обозначениям могли добавляться дополнительные буквы: З — загущённое (полученное из маловязкой базы добавлением загустителя), п — с добавлением присадки. При этом для масел кислотной очистки название «автол» было сохранено как дублирующее, например, масло АК-10 по новой классификации могло также обозначаться как автол 10. Масла кислотной очистки выпускались по ГОСТ 1862-42, 1862-51 и 1862-57, а селективной — по ГОСТ 5239-50, 5239-51 и ГОСТ 10541-63 «Масла автомобильные фенольные селективной очистки. Технические требования».
Также был налажен выпуск масел с присадками по ГОСТ 5303-50 (АСп−5, АКп−5, АСп−9,5 и АКп−9,5), загущённых (АКЗп−6, АКЗп−10) масел и специальных масел для дизельных моторов (ГОСТ 5304-50) и форсированных двигателей автомобилей ЗИС, ЗИЛ и «Чайка» (ГОСТ 3829-47, ГОСТ 3829-51 и другие). Некоторые масла могли также дополнительно маркироваться по типу содержащихся в них присадок — например, масло АС-8 выпускалось в вариантах с присадками ВНИИ НП-360, ДФ-1 или СБ-3 и ДФ-11.
Между тем, действовавшая на тот момент классификация моторных масел очень мало говорила конечному потребителю об их эксплуатационных качествах и применимости в том или ином двигателе, а по мере роста номенклатуры смазочных материалов за счёт появления масел с различными присадками, загущённых и т. д. — её практическое применение и вовсе стало затруднительно. К примеру, «простое» масло АС-8 без присадок (для нефорсированных и малофорсированных двигателей), АС-8 с присадкой ВНИИ НП-360 (для двигателей средней степени форсирования) и АС-8 с присадками СБ-3 и ДФ-11 (для высокофорсированных), несмотря на одно и то же обозначение, по сути представляли собой совершенно разные смазочные материалы, обладающие абсолютно разными эксплуатационными свойствами и с совершенно различной применимостью.
В утверждённых после 1962 года ГОСТах (ГОСТ 10541-63 на масла для бензиновых двигателей, ГОСТ 8581-63 на дизельные масла и другие) в качестве дополнительной была принята новая классификация моторных масел, согласно которой каждая марка моторного масла получила собственный буквенно-цифровой индекс, состоящий из трёх частей: буква «М» в начале индекса обозначала принадлежность масла к классу моторных, цифра — его кинематическую вязкость при 100 °C в сСт, а последняя буква — принадлежность к определённой эксплуатационной группе, в зависимости от состава пакета присадок и определяемых им эксплуатационных качеств. Масла группы «А» допускались к применению в малонапряженных карбюраторных двигателях («простое» АС-8, по новой классификации — М8А); группы «Б» — в более форсированных карбюраторных и нефорсированных дизельных двигателях (АС-8 с присадкой ВНИИ НП-360, новое обозначение — М8Б); группы «В» — предназначались для форсированных дизелей (М8В).
Для автомобилей «Жигули», отличавшихся повышенными требованиями к горюче-смазочным материалам, был налажен выпуск специальных масел группы «Г» по отраслевым техническим условиям.
Тем не менее, старая классификация моторных масел оставалась действующей до 1974 года; в литературе тех лет обычно приводились сразу оба обозначения масла — по старой и новой классификации, например: АС-8 (М8Б).
Окончательно новая классификация была оформлена в ГОСТ 17479-72 «Масла моторные. Классификация», введённом в обращение с 1 января 1974 года. Им же было введено соответствие между советской классификацией и недавно принятой за рубежом классификацией моторных масел SAE/API.
Новым ГОСТом были установлены одиннадцать групп моторных масел по вязкости (6, 8, 10, 12, 14, 16, 20, 4з/6, 4з/8, 4з/10, 63/10) и шесть групп — в зависимости от их эксплуатационных свойств (в порядке повышения, от А до Е), а также деление масел на предназначенные для карбюраторных двигателей (1 в индексе), дизелей (2) и универсальные (без индекса). В изначальной версии стандарта высшей группой масел для карбюраторных двигателей была группа «Г» (так называемые «жигулёвские» масла, созданные изначально для использования в двигателях автомобилей данной марки); более высоких группы включали исключительно масла для дизелей, работающих в тяжёлых и особо тяжёлых условиях. Так, масла группы «Е» были предназначены для малооборотных дизелей с лубрикаторной системой смазки, работающих на топливе с большим содержанием серы.
Всего ГОСТом 1972 года было предусмотрено 19 марок масел, однако значительная часть данной номенклатуры осталась невостребованной. Поэтому в дополнение к нему был принят ГОСТ 10541-78 «Масла моторные универсальные и для автомобильных карбюраторных двигателей. Технические условия», формально заменивший ГОСТ 10541-63. В этом документе были напрямую заданы технические условия на наиболее ходовые марки реально выпускавшихся на тот момент советских моторных масел для карбюраторных двигателей — М8А, М8Б1, М8В1, М8Г1, М-6з/10Г1 и М12Г1. Одновременно был прекращён выпуск старых марок масел группы «А» без присадок, предназначенных для нижнеклапанных и малофорсированных верхнеклапанных моторов — выпускавшееся по новому ГОСТу масло М8А стало аналогично старому АС-8 / М8Б и содержало в своём составе присадки ВНИИ НП-360 и АзНИИ-ЦИАТИМ-1.
Масла для дизельных моторов марок М-8В2, М-10В2, М-8Г2, М-10Г2, М8Г2К и М-10Г2К выпускались по ГОСТ 8581-78 (буква «К» означает «КамАЗ», эти масла «повышенного качества» разрабатывались специально для автомобилей данной марки, также использовались на автобусах «Икарус»).
Наряду с этим, множество моторных масел выпускалось по отраслевым ТУ — в частности, масла марок М-8ГИ, М-10ГИ и М-12ГИ по ТУ 38-101-48-70 и ТУ 38-101-48-75 (буква «И» указывала на то, что в их составе использовались импортные присадки), масло для северных условий эксплуатации АСЗп-10 по ТУ 38-101-267-72, и другие.
С 1 января 1987 года взамен ГОСТ 17479-72 была введена в оборот новая редакция стандарта, ГОСТ 17479.1-85. В ней появились «бензиновые» масла групп Д и Е, соответствующие появившимся в те годы новым категориям масел по API — SF и SG. Однако фактически нормативов моторных свойств для масел групп Д, Д1, Е, Е1 и Е2 в тексте стандарта приведено не было, с формулировкой «до завершения работ по установлению их эксплуатационных характеристик» — то есть, фактически высшими группами масел оставались Г1 для бензиновых и Д2 для дизельных двигателей.
Последняя редакция стандарта — ГОСТ 17479.1-2015 «Масла моторные. Классификация и обозначение», вступившая в действие в 2017 году и в общих чертах повторяющая редакцию 1985 года, за исключением появления нормативов моторных свойств для масел высших групп Д и Е. Тем не менее, в настоящее время данная классификация применяется очень ограниченно, поскольку она не соответствует современным потребностям индустрии смазочных материалов. Предусмотренные ей эксплуатационные группы масел самим ГОСТом поставлены в прямое соответствие с аналогичными категориями по SAE/API, однако все они являются крайне устаревшими — даже наивысшая из предусмотренных ГОСТом группа «Е» соответствует лишь категории API SG, введённой в 1988 году и давно уже потерявшей актуальность. Более современные категории масел по API, SH — SN, аналогов по ГОСТу не имеют, соответственно — мало-мальски современные масла по нему не могут не только выпускаться, но и даже маркироваться. Как результат, использование данной классификации сводится к очень узкой области — масла для грузовых автомобилей старых моделей, разработанных ещё в советские годы, сезонные масла для сельхозтехники отечественного производства, и так далее.

### Классификация по химическому составу основы
В зависимости от химического состава и способа получения основы, смазочные масла делятся на две большие группы — минеральные (нефтяные) и синтетические. Минеральные базовые масла производятся непосредственно из нефти посредством перегонки с последующей кислотной или кислотно-контактной (в настоящее время практически не применяется) либо селективной очисткой масляных фракций, а в последнее время — гидроочисткой; синтетические — органическим синтезом, зачастую фактически также на основе нефтепродуктов (включая природный газ), но с намного более глубокой переработкой исходного сырья.
Так как органическим синтезом можно получать самые разные соединения, синтетические масла могут очень сильно отличаться по своему составу — так, различают синтетические масла на основе синтетических углеводородов, в том числе — полиальфаолефинов (ПАО, полимеризованных олефинов), гликолей (обычно полиалкиленгликолей, ПАГ), полиорганосилоксанов (кремнийорганических полимеров, силиконов), сложных эфиров (диоктилсебацинат, пентаэритритовые эфиры одноосновных кислот), и так далее, а также — их смесей в различных пропорциях. Все они отличаются высокими термоокислительной стойкостью, химической стабильностью и вязкостно-температурными свойствами, практически не оставляют отложений на деталях двигателя после разложения при нагревании.
Первое синтетическое моторное масло было разработано в Германии ещё в 1939 году, но представлено на открытом рынке лишь в начале 1950-х, массовое же распространение таких масел пришлось на 1990-е годы, после появления двигателей, конструкция которых требовала от масла таких качеств, которые практически невозможно обеспечить при использовании минеральной основы — в первую очередь, сочетания хороших низкотемпературных свойств и высокой рабочей вязкости (к примеру, масла, сочетающие классы вязкости SAE 0W, 5W и 40, 50, 60 могут быть изготовлены практически только на синтетической основе или с добавлением синтетических компонентов).
На рубеже 1990-х и 2000-х годов стали появляться улучшенные минеральные масла, прошедшие дополнительную обработку гидрокрекингом, которые по своим качествам приближаются к синтетическим — в рекламных целях для них может использоваться маркировка Synthetic technology и т. п.
В последнее время получает определённое распространение технология GTL (Gas To Liquids), позволяющая получать смазочные масла из природного газа — на данный момент в промышленных масштабах она используется только нефтеперегонным заводом Pearl в Катаре, принадлежащим Royal Dutch Shell.
Наряду с этим, существуют так называемые полусинтетические масла (англ. Semi-synthetic, Part-synthetic, Synthetic blends), основа которых получена путём добавления в минеральное масло отдельных компонентов, полученных путём органического синтеза. На самом деле данные масла не являются «полусинтетическими» в буквальном смысле — синтетических компонентов в их составе содержится не более 30 %. Более корректным было бы название «минеральные масла с добавлением синтетических компонентов».
По классификации базовых масел, предложенной Американским институтом нефти (API), все базовые моторные масла делятся на следующие группы:
- I — базовые масла, которые получены методом селективной очистки и депарафинизации растворителями нефти (обычные минеральные);
- II — высокоочищенные базовые масла, с низким содержанием ароматических соединений и парафинов, с повышенной окислительной стабильностью (масла, прошедшие гидроочистку — улучшенные минеральные);
- III — базовые масла с высоким индексом вязкости, полученные методом каталитического гидрокрекинга (минеральные высокой степени очистки);
- IV — базовые масла на основе полиальфаолефинов (ПАО);
- V — иные базовые масла, не вошедшие в предыдущие группы (сложные эфиры (эстеры), гликоли, GTL, и т. п.).

В Европе действует также дополнительная группа:
- VI — масла на основе поли-внутренних олефинов (PIO), по свойствам находятся примерно между маслами Групп III и IV; по химическому составу близки к маслам на основе ПАО, но имеют меньшую длину молекул и обходятся дешевле в производстве.

API в своей классификации принципиально избегает использования понятия «синтетические масла», полагая данный термин сугубо маркетинговым, лишённым технического смысла. Так, моторные масла, полученные на основе базовых масел Группы III, фактически являющихся минеральными высокой очистки, допускается маркировать как «синтетические».
Большинство современных масел основано на смеси нескольких групп базовых масел и пакетов присадок, что позволяет сгладить недостатки отдельных групп базовых масел (или просто удешевить производство). Например, основу базы составляет масло 1-й группы, но в неё также добавлено некоторое количество продуктов гидрокрекинга и/или ПАО (что уже даёт право называть такое масло «полусинтетическим», или даже «синтетическим»).

### Классификация моторных масел по вязкости (SAE)
Одними из основных свойств моторного масла являются его вязкость и зависимость от температуры в широком диапазоне (от температуры окружающего воздуха в момент холодного пуска зимой до максимальной температуры масла в двигателе при максимальной нагрузке летом).
Наиболее полное описание соответствия вязкостно-температурных свойств масел требованиям двигателей содержится в общепринятой на международном уровне классификации SAE J300, первая редакция которой была введена в 1911 году, и с тех пор постоянно подвергалась дополнениям и уточнениям.
Эта классификация подразделяет моторные масла 17 классов от 0W до 60: 8 зимних (0W, 2,5W, 5W, 7,5W, 10W, 15W, 20W, 25W) и 9 летних (2, 5, 7,5, 10, 20, 30, 40, 50, 60) классов вязкости.
Буква W после цифры означает, что масло приспособлено к работе при низкой температуре (Winter — зима). Для этих масел кроме минимальной вязкости при 100 °C дополнительно дается температурный предел прокачиваемости масла в холодных условиях. Предельная температура прокачиваемости означает минимальную температуру, при которой насос двигателя в состоянии подавать масло в систему смазки. Это значение температуры можно рассматривать как минимальную температуру, при которой возможен безопасный пуск двигателя.
Всесезонные масла обозначаются сдвоенным номером, первый из которых указывает максимальные значения динамической вязкости масла при отрицательных температурах и гарантирует пусковые свойства, а второй — определяет характерный для соответствующего класса вязкости летнего масла диапазон кинематической вязкости при 100 °C и динамической вязкости при 150 °C.
Методы испытаний, заложенные в оценку свойств масел по SAE J300, дают потребителю информацию о предельной температуре масла, при которой возможно проворачивание двигателя стартером и масляный насос прокачивает масло под давлением в процессе холодного пуска в режиме, недопускающем сухого трения в узлах трения.
Аббревиатура HTHS расшифровывается как High Temperature High Shear Rate, то есть «высокая температура — высокая прочность на сдвиг». С помощью данного испытания измеряется стабильность вязкостной характеристики масла в экстремальных условиях, при очень высокой температуре.
Большинство присутствующих сегодня на рынке моторных масел являются всесезонными, то есть удовлетворяют требованиям по вязкости как при низких, так и при высоких температурах.
Для всесезонного масла — сдвоенный номер. Первый — вязкость при отрицательной температуре. Второй — вязкость при плюсовой температуре.
Показатели низкотемпературной вязкости:
0W — используется при температуре до −35 ° С
5W — используется при температуре до −30 ° С
10W — используется при температуре до −25 ° С
15W — используется при температуре до −20 ° С
20W — используется при температуре до −15 ° С
Показатели высокотемпературной вязкости:
Высокотемпературная вязкость — это сборный показатель, указывающий на минимальную и максимальную вязкость масла при рабочих температурах 100—150 °C. Чем больше это число, тем выше вязкость моторного масла при высоких температурах.

#### Таблица вязкости масла по SAE (ГОСТ 17479.1-2015)[2][3][4]
| Класс по SAE | Вязкость низкотемпературная              | Вязкость низкотемпературная              | Вязкость высокотемпературная   | Вязкость высокотемпературная   | Вязкость высокотемпературная                                      |
| Класс по SAE | Проворачивание                           | Прокачиваемость                          | Вязкость, мм2/с при t = 100 °C | Вязкость, мм2/с при t = 100 °C | Min вязкость HTHS, мПа·с при t = 150 °C и скорости сдвига 106 с−1 |
| Класс по SAE | Max вязкость, мПа·с, при температуре, °С | Max вязкость, мПа·с, при температуре, °С | Min                            | Max                            | Min вязкость HTHS, мПа·с при t = 150 °C и скорости сдвига 106 с−1 |
| ------------ | ---------------------------------------- | ---------------------------------------- | ------------------------------ | ------------------------------ | ----------------------------------------------------------------- |
| 0W           | 6200 при −35 °C                          | 60000 при −40 °C                         | 3,8                            | -                              | -                                                                 |
| 5W           | 6600 при −30 °C                          | 60000 при −35 °C                         | 3,8                            | -                              | -                                                                 |
| 10W          | 7000 при −25 °C                          | 60000 при −30 °C                         | 4,1                            | -                              | -                                                                 |
| 15W          | 7000 при −20 °C                          | 60000 при −25 °C                         | 5,6                            | -                              | -                                                                 |
| 20W          | 9500 при −15 °C                          | 60000 при −20 °C                         | 5,6                            | -                              | -                                                                 |
| 25W          | 13000 при −10 °C                         | 60000 при −15 °C                         | 9,2                            | -                              | -                                                                 |
| 16           | -                                        | -                                        | 6,1                            | < 8,2                          | 2,3                                                               |
| 20           | -                                        | -                                        | 5,6                            | < 9,3                          | 2,6                                                               |
| 30           | -                                        | -                                        | 9,3                            | < 12,5                         | 2,9                                                               |
| 40           | -                                        | -                                        | 12,5                           | < 16,3                         | 3,5 (0W-40; 5W-40;10W-40)                                         |
| 40           | -                                        | -                                        | 12,5                           | < 16,3                         | 3,7 (15W-40; 20W-40; 25W-40)                                      |
| 50           | -                                        | -                                        | 16,3                           | < 21,9                         | 3,7                                                               |
| 60           | -                                        | -                                        | 21,9                           | < 26,1                         | 3,7                                                               |

Согласно SAE J300-07 c 2007 года изменена минимальная вязкость (HTHS) при 150 °C и высокой скоростью сдвига для SAE 0W-40, 5W-40 и 10W-40 с 2,9 мПа до 3,5 мПа. Обоснование заключается в том, что переход от SAE xW-30 к SAE xW-40 должен обеспечивать увеличенную толщину плёнки подшипника при работе двигателя, который не полностью отражен в старой версии Стандарта.
В более новых версиях стандарта (1999 года и далее) масло SAE 20 имеет более высокую нижнюю границу вязкости — 6,9 сСт, а маловязкие масла с вязкостью ниже 6,9 сСТ выделены в отдельные категории — SAE 8, 12 и 16. Это так называемые энергосберегающие масла.

### Эксплуатационные категории масел по классификации API для Бензиновых двигателей
| Категория | Текущий статус    | Область применения |
| --------- | ----------------- | --- |
| SA        | Не поддерживается | Чистое минеральное масло без присадок; Неприменимо для большинства двигателей, выпущенных после 1930-х годов. |
| SB        | Не поддерживается | Неприменимо для большинства двигателей, выпущенных после 1951 года. |
| SС        | Не поддерживается | Неприменимо для большинства двигателей, выпущенных после 1967 года. |
| SD        | Не поддерживается | Неприменимо для большинства двигателей, выпущенных после 1971 года. |
| SE        | Не поддерживается | Неприменимо для большинства двигателей, выпущенных после 1979 года. |
| SF        | Не поддерживается | Неприменимо для большинства двигателей, выпущенных после 1988 года. |
| SG        | Не поддерживается | Неприменимо для большинства двигателей, выпущенных после 1993 года. |
| SH        | Не поддерживается | Неприменимо для большинства двигателей, выпущенных после 1996 года. |
| SJ        | Актуальная        | Для двигателей автомобилей, выпущенных не позднее 2001 года. |
| SL        | Актуальная        | Для двигателей автомобилей, выпущенных не позднее 2004 года. |
| SM        | Актуальная        | Для двигателей автомобилей, выпущенных не позднее 2010 года. |
| SN        | Актуальная        | Введена с октября 2010 года. |
| SP        | Актуальная        | Представлена в мае 2020 года и предназначена для обеспечения защиты от преждевременного воспламенения на низких оборотах (LSPI), защиты от износа цепи привода ГРМ, улучшенной защиты поршней и турбонагнетателей от высокотемпературных отложений, а также более строгого контроля образования отложений и нагара. API SP с Resource Conserving соответствует ILSAC GF-6A, сочетая характеристики API SP с улучшенной экономией топлива, защитой системы контроля выбросов и защитой двигателей, работающих на этанолсодержащем топливе до E85. |

### Классификация моторных масел по ГОСТ 17479.1-2015
| Класс вязкости | Кинематическая вязкость (сСт), при температуре | Кинематическая вязкость (сСт), при температуре | Аналог SAE |
| Класс вязкости | плюс 100 °C                                    | минус 18 °C, не более                          | Аналог SAE |
| -------------- | ---------------------------------------------- | ---------------------------------------------- | ---------- |
| 3з             | > 3,8                                          | 1250                                           | 5W         |
| 4з             | > 4,1                                          | 2600                                           | 10W        |
| 5з             | > 5,6                                          | 8000                                           | 15W        |
| 6з             | > 5,6                                          | 10400                                          | 20W        |
| 6              | 5,6…7,0                                        | -                                              | 20         |
| 8              | 7,0…9,3                                        | -                                              | 20         |
| 10             | 9,3…11,5                                       | -                                              | 30         |
| 12             | 11,5…12,5                                      | -                                              | 30         |
| 14             | 12,5…14,5                                      | -                                              | 40         |
| 16             | 14,5…16,3                                      | -                                              | 40         |
| 20             | 16,3…21,9                                      | -                                              | 50         |
| 24             | 21,9…26,1                                      | -                                              | 60         |
| 3з/8           | 7,0…9,3                                        | 1250                                           | 5W-20      |
| 4з/6           | 5,6…7,0                                        | 2600                                           | 10W-20     |
| 5з/10          | 9,3…11,5                                       | 8000                                           | 15W-30     |
| 5з/12          | 11,5…12,5                                      | 8000                                           | 15W-30     |
| 5з/14          | 12,5…14,5                                      | 8000                                           | 15W-40     |
| 6з/10          | 9,3…11,5                                       | 10400                                          | 20W-30     |
| 6з/14          | 12,5…14,5                                      | 10400                                          | 20W-40     |
| 6з/16          | 14,5…16,3                                      | 10400                                          | 20W-40     |

| Группа моторного масла | Область применения | Аналог API |
| ---------------------- | --- | ---------- |
| А                      | Нефорсированные бензиновые двигатели и дизели                                                                                                  | SB         |
| Б1                     | Малофорсированные бензиновые двигатели, работающие в условиях, способствующих образованию высокотемпературных отложений и коррозии подшипников | SC         |
| Б2                     | Малофорсированные дизели | CA         |
| В1                     | Среднефорсированные бензиновые двигатели, работающие в условиях, способствующих окислению масла и образованию всех видов отложений             | SD         |
| В2                     | Среднефорсированные дизели, предъявляющие повышенные требования к свойствам масел                                                              | CB         |
| Г1                     | Высокофорсированные бензиновые двигатели, работающие в тяжёлых эксплуатационных условиях                                                       | SE         |
| Г2                     | Высокофорсированные дизели без наддува или с умеренным наддувом                                                                                | CC         |
| Д1                     | Высокофорсированные бензиновые двигатели, работающие в более тяжёлых условиях, чем для Группы Г                                                | SF         |
| Д2                     | Высокофорсированные дизели с наддувом | CD         |
| Е1                     | Высокофорсированные бензиновые двигатели, работающие в более тяжёлых условиях, чем для Группы Д                                                | SG         |
| Е2                     | Высокофорсированные дизели, работающие в более тяжёлых условиях, чем для Группы Д, в частности — на топливе с высоким содержанием серы         | CF-4       |

### Категории моторных масел по стандарту ILSAC
- GF-1 — (Не поддерживается) введена в 1992 году, соответствует одновременно API SH и требованиям к энергосбережению EC-II. В настоящее время является нижним пределом требований к маслам для американских и японских автомобилей.
- GF-2 — (Не поддерживается) введена в 1996 году, соответствует API SJ и EC-II. Снижено содержание фосфора, повышены требования к работе масла при низких температурах, а также выпадению осадка и пенообразованию при высоких температурах.
- GF-3 — (Не поддерживается) соответствует API SL и EC-II, предусматривает более жёсткие требования по совместимости с каталитическими нейтрализаторами и прочим экологическим оборудованием.
- GF-4 — (Не поддерживается) соответствует API SM, но с более жёсткими требованиями по энергосбережению.
- GF-5 — (Не поддерживается) введена в 2010 году, предусматривает, в частности, более жёсткие требования по совместимости с двигателями, работающими на биоэтаноле.
- GF-6 — (Не поддерживается) будет введена около 2018 года для специальных маловязких энергосберегающих масел.
- GF-6B — (актуальная) Применимо только к маслам, имеющим класс вязкости SAE 0W-16. Представлен в мае 2020 года, разработан для обеспечения защиты от преждевременного воспламенения на низких оборотах (LSPI), защиты от износа цепи привода ГРМ, защиты от высокотемпературных отложений для поршней и турбокомпрессоров, строгого контроля образования отложений и нагара, повышения экономии топлива, защиты и защиты системы контроля выбросов. двигателей, работающих на этанолсодержащем топливе до E85.
- GF-6A — (актуальная) Представлен в мае 2020 года, предназначен для защиты от преждевременного воспламенения на низких оборотах (LSPI), защиты от износа цепи привода ГРМ, улучшенной защиты поршней и турбонагнетателей от высокотемпературных отложений, более строгого контроля образования отложений и нагара, улучшенной экономии топлива, улучшенной системы контроля выбросов. защита и защита двигателей, работающих на этанолсодержащих топливах до E85.

### Классификация моторных масел по стандарту ACEA (ACEA 2016 European Oil Sequences for Service-fill Oils)
A/B: масла для бензиновых и дизельных двигателей:
- ACEA A1/B1: энергосберегающие масла с особо низкой вязкостью, могут быть использованы только при наличии прямого допуска производителя двигателя; категория отменена с 2016 года.
- ACEA A3/B3: масла для бензиновых и дизельных двигателей легковых автомобилей и лёгких грузовиков, работающих в тяжёлых условиях и с увеличенным интервалом между заменами масла.
- ACEA A3/B4: масла для бензиновых и дизельных двигателей легковых автомобилей и лёгких грузовиков, работающих с увеличенным интервалом между заменами масла, превосходящие по своим характеристикам масла, соответствующие категории A3/B3
- ACEA A5/B5: маловязкие масла с вязкостью HTHS между 2,9 и 3,5 мПа·с, могут быть неприменимы в двигателях определённых моделей.
- ACEA A7/B7: маловязкие масла, схожи с маслами A5/B5, дополнительно обеспечивают защиту от малоскоростного предварительного зажигания (LSPI), износа и отложений в турбокомпрессоре.

C: масла с повышенной совместимостью с каталитическими нейтрализаторами (малозольные масла):
- ACEA C1: совместимые с каталитическими нейтрализаторами масла для современных двигателей с любыми типами систем снижения выбросов в атмосферу, включая дизели с непосредственным впрыском, допускающих использование маловязких масел с вязкостью HTHS не ниже 2,9 мПа·с; наиболее низкое содержание присадок, при сгорании образующих вредную для каталитических нейтрализаторов сульфатную золу (SAPS — Sulphated Ash, Phosphorus and Sulphur, «сульфатная зола, фосфор и сера»).
- ACEA C2: совместимые с каталитическими нейтрализаторами масла для современных двигателей с любыми типами систем снижения выбросов в атмосферу, включая дизели с непосредственным впрыском, допускающих использование маловязких масел с вязкостью HTHS не ниже 2,9 мПа·с; среднее содержание SAPS.
- ACEA C3: совместимые с каталитическими нейтрализаторами масла для современных двигателей с любыми типами систем снижения выбросов в атмосферу, включая дизели с непосредственным впрыском, допускающих использование маловязких масел с вязкостью HTHS не ниже 3,5 мПа·с; среднее содержание SAPS (для легковых автомобилей и лёгких фургонов[6]).
- ACEA C4: совместимые с каталитическими нейтрализаторами масла для современных двигателей с любыми типами систем снижения выбросов в атмосферу, включая дизели с непосредственным впрыском, допускающих использование маловязких масел с вязкостью HTHS не ниже 3,5 мПа·с; низкое содержание SAPS.
- ACEA C5: совместимые с каталитическими нейтрализаторами масла для современных двигателей с любыми типами систем снижения выбросов в атмосферу, включая дизели с непосредственным впрыском, допускающих использование маловязких масел с вязкостью HTHS не ниже 2,6 мПа·с; среднее содержание SAPS.

E: дизельные масла для тяжёлых условий эксплуатации:
- ACEA E4: масла, предоставляющие исключительно высокую степень защиты от образования отложений на поршнях, износа, образования сажи и с высокой стабильностью смазывающих свойств. Рекомендованы для дизельных двигателей экологических стандартов Euro I, Euro II, Euro III, Euro IV и Euro V, работающих в очень тяжёлых условиях, с очень большим интервалом между заменой масла. Подходят для двигателей без сажевых фильтров, некоторых двигателей с системой рециркуляции отработанных газов (EGR) и некоторых двигателей с системой снижения выбросов оксидов азота (SCR).
- ACEA E6: масла, предоставляющие исключительно высокую степень защиты от образования отложений на поршнях, износа, образования сажи и с высокой стабильностью смазывающих свойств. Рекомендованы для дизельных двигателей экологических стандартов Euro I, Euro II, Euro III, Euro IV и Euro V, работающих в очень тяжёлых условиях, с очень большим интервалом между заменой масла. Подходят для двигателей с EGR, двигателей с сажевым фильтром или без него, а также двигателей с SCR. Настоятельно рекомендуются для двигателей с сажевым фильтром, а также работающих на топливах с пониженным содержанием серы.
- ACEA E7: масла, предоставляющие достаточно высокую степень защиты от образования отложений на поршнях и износа зеркала цилиндра, а также исключительно высокую степень защиты от износа, образования сажи, с высокой стабильностью смазывающих свойств. Рекомендованы для дизельных двигателей экологических стандартов Euro I, Euro II, Euro III, Euro IV и Euro V, работающих в тяжёлых условиях, с большим интервалом между заменой масла. Подходят для двигателей без сажевого фильтра, большинства двигателей с EGR и большинства двигателей с SCR.
- ACEA E9: масла, предоставляющие достаточно высокую степень защиты от образования отложений на поршнях и износа зеркала цилиндра, а также исключительно высокую степень защиты от износа, образования сажи, с высокой стабильностью смазывающих свойств. Рекомендованы для дизельных двигателей экологических стандартов Euro I, Euro II, Euro III, Euro IV и Euro V, работающих в тяжёлых условиях, с большим интервалом между заменой масла. Подходят для двигателей с сажевым фильтром и без него, большинства двигателей с EGR и большинства двигателей с SCR. Настоятельно рекомендуются для двигателей с сажевым фильтром и работающих на топливах с пониженным содержанием серы.
- ACEA E11: c 2022 года заменяет категорию ACEA E9. Масла класса ACEA E11 относятся среднезольным SHPD моторным маслам с высоким HTHS ≥ 3,5 мПа·с[7].

### Классификация мотоциклетных моторных масел по стандарту JASO T 903:2006
Все масла, соответствующие данному стандарту, должны отвечать требованиям хотя бы одной из перечисленных ниже категорий:
- API: SG, SH, SJ, SL, SM
- ILSAC: GF-1, GF-2, GF-3.5
- ACEA: A1/B1, A3/B3, A3/B4, A5/B5, C2, C3

В дополнение к этому, масла делятся на четыре группы в зависимости от результатов прохождения тестов на работу в узле многодискового сцепления в масляной ванне по методике JASO T 904:2006. Для этого используются три показателя — индекс характеристики динамического трения (Dynamic Friction Characteristic Index, DFI), индекс характеристики статического трения (Static Friction Characteristic Index, SFI) и индекс времени остановки (Stop Time Index, STI).
| Категория | DFI      | SFI      | STI      |
| --------- | -------- | -------- | -------- |
| JASO MA   | 1,45…2,5 | 1,15…2,5 | 1,55…2,5 |
| JASO MA1  | 1,45…1,8 | 1,15…1,7 | 1,55…1,9 |
| JASO MA2  | 1,8…2,5  | 1,7…2,5  | 1,9…2,55 |
| JASO MB   | 0,5…1,45 | 0,5…1,15 | 0,5…1,55 |

### Классификация масел для двухтактных двигателей по стандарту JASO M 345
- JASO FA: масла, отвечающие базовым требованиям JASO по смазывающей способности, моющей способности, способности передавать крутящий момент в «мокром» многодисковом сцеплении, дымности выхлопа и нагарообразованию в выпускной системе.
- JASO FB: масла, отвечающие повышенным требованиям по смазывающей способности, моющей способности, дымности выхлопа и нагарообразованию в выпускной системе.
- JASO FC: смазывающая способность и способности передавать крутящий момент те же, что и у масел категории FB, но намного более жёсткие требования к моющей способности, дымности выхлопа и нагарообразованию в выпускной системе.
- JASO FD: аналогично FC, но с намного более высокими требованиями к моющей способности.